# Dimitar Sarlacski
Dimitar Sarlacski (bolgárul: Димитър Шарлачки; 1940 –) bolgár nemzetközi labdarúgó-játékvezető.

## Pályafutása

### Nemzetközi játékvezetés
A Bolgár labdarúgó-szövetség Játékvezető Bizottsága (JB) 1986-ban terjesztette fel nemzetközi játékvezetőnek, a Nemzetközi Labdarúgó-szövetség (FIFA) bíróinak keretébe. Több nemzetek közötti válogatott és klubmérkőzést vezetett. A bolgár nemzetközi játékvezetők rangsorában, a világbajnokság-Európa-bajnokság sorrendjében többedmagával a 13. helyet foglalja el 2 találkozó szolgálatával. Az aktív nemzetközi játékvezetéstől 1988-ban búcsúzott.

#### Európa-bajnokság
Az európai-labdarúgó torna döntőjéhez vezető úton Német Szövetségi Köztársaságba a VIII., az 1988-as labdarúgó-Európa-bajnokságra az UEFA JB játékvezetőként foglalkoztatta.
| Időpont            | Helyszín                  | Mérkőzés típusa           | Mérkőzés             | Eredmény | Nézők száma |
| ------------------ | ------------------------- | ------------------------- | -------------------- | -------- | ----------- |
| 1987. november 11. | Tsirion Stadion, Limassol | előselejtező (5. csoport) | Ciprus–Lengyelország | 0 : 1    | 2 497       |

#### Nemzetközi kupamérkőzések

##### Bajnokcsapatok Európa-kupája
Az 1987–1988-as bajnokcsapatok Európa-kupája első fordulójában az UEFA JB megbízta a mérkőzés vezetésével.
| Időpont              | Helyszín                           | Mérkőzés típusa           | Mérkőzés                   | Eredmény |
| -------------------- | ---------------------------------- | ------------------------- | -------------------------- | -------- |
| 1987. szeptember 30. | Hidegkuti Nándor Stadion, Budapest | előselejtező (1. forduló) | MTK–VM–FC Steaua București | 2 : 0    |